# 罗德奖学金

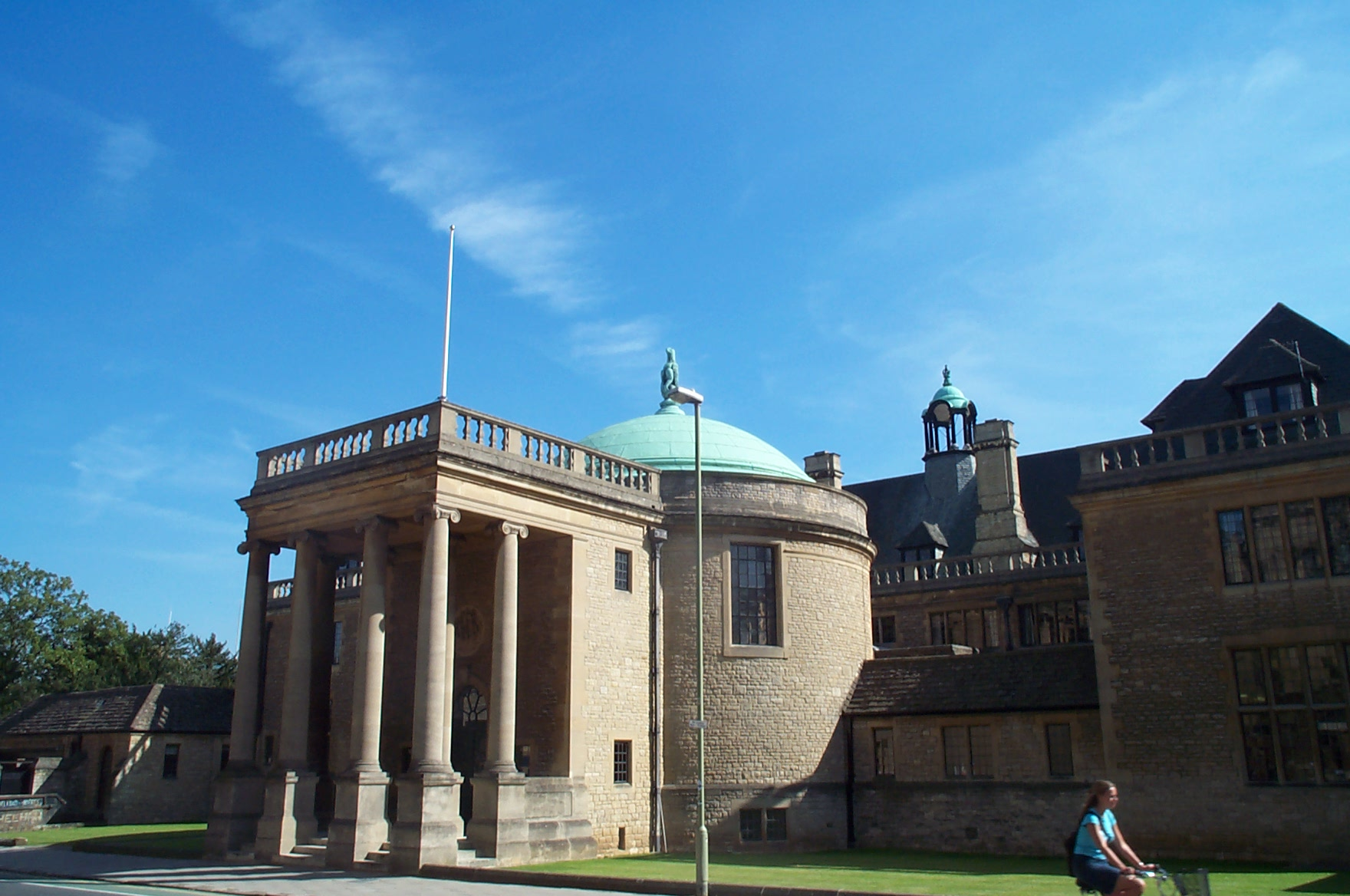
位於牛津的羅德樓（由赫伯特·貝克爵士設計）。

羅德獎學金（又譯：羅德斯獎學金 或 羅氏獎學金）是一個於1902年設立的國際性研究生獎學金項目，每年挑選各國已完成本科的菁英生（得獎者獲稱為「羅德學人」或「羅德學者」；英語：Rhodes Scholars）前往牛津大學進修。其獲《時代雜誌》、耶魯大學出版社、《麥基爾報導》及《美聯社》等多個公眾媒體譽為“世界最久負盛名的獎學金項目”，也享有「全球本科生諾貝爾獎」之稱的美譽。

## 历史
羅德斯獎學金是英國前开普殖民地总理、礦業大亨羅德斯在1902年設立的獎學金，至今已有超過一百年的歷史，提供英國、美國及德國等歐美國家的精英學生前往牛津大學深造之用。
2012年羅德獎學金的全球錄取率是萬分之一，也是全球最難申請上的獎學金之一。罗德是一个全额资助的奖学金。此獎學金的數目隨著學習科目而不同，每位羅德獎學金得主每學年大約可得到£30,000英镑或$50,000美元（最多可補助四年）來全額補助牛津大學的學費、學院費、生活費、及到英國的來回機票，並且可以得到使用羅德樓的權利。羅德學者的評定標準則除了優秀的學術表現之外，還包括個人特質、領導能力、仁愛理念、勇敢精神、和體能運動。

## 世界知名罗德学者
羅德學者是由每個領域的精英學生中選拔出來的，畢業後都表現非凡，著名羅德學者包括：
- 40多位全球影響力極大領導人，如
  - 美國總統比爾·柯林頓
  - 中央情報局局長R·詹姆士·伍爾西
  - 加拿大總理約翰·特納
  - 澳大利亚總理鮑勃·霍克
  - 澳大利亚總理托尼·阿博特
  - 澳大利亚總理麦肯·腾博
  - 聯合國安全理事會主席喬治·
  - 美國司法部長尼古拉斯·卡岑巴赫
  - 新加坡國會議員、反對黨領袖陳碩茂
- 30多位著名軍事家，如
  - 美國國防部部長艾希頓·卡特
  - 美國陸軍參謀長上將伯纳德·W·罗杰斯（英语：Bernard W. Rogers）
  - 美國空軍上將弗兰克·克洛茨（英语：Frank Klotz）
  - 德國第二次世界大戰裝甲兵上將弗里德林·艾特林
  - 澳洲第二次世界大戰中將埃德蒙·赫林
  - 美國陸軍西點軍校校長及監管Howard Graves
  - 美國空軍學院現任校長及監管米歇尔·D·约翰逊（英语：Michelle D. Johnson）
- 70多位跨國企業公司的董事長或執行長，如
  - Google前任首席財務官帕特里克·皮切特（英语：Patrick Pichette）
  - 迪士尼公司董事長Frank Wells
  - CNN執行長Walter Isaacson
  - 英國航空執行長Rod Eddington
  - 柯達攝影公司董事長William Vaughn
  - 波士頓諮詢公司前任執行長汉斯-保罗·博克纳
  - 麥肯錫公司前任執行長多米尼克·巴顿（英语：Dominic Barton）
- 十幾位諾貝爾獎得主，如
  - 2001年諾貝爾經濟學獎得主麥可·斯彭斯（對資訊流通市場有重大研究貢獻）
  - 1945年諾貝爾醫學獎得主弗洛里男爵（成功提煉出盤尼西林）
  - 1963年諾貝爾醫學獎得主埃克爾斯爵士（突觸研究之父）
- 50多位知名教育家，如
  - 哈佛大學校長尼爾·L·陸登庭
  - 牛津大學校長约翰·胡德
  - 普林斯頓大學現任校長克里斯多夫·艾斯格魯柏
  - 多倫多大學現任校長David Naylor
  - 紐約大學校長James McNaughton Hester
  - 倫敦大學國王學院校長里克·特雷纳（英语：Rick Trainor）
- 20多位奧運國家代表隊隊員及金牌得主，如
  - 1996年女子200公尺蝶泳金牌得主安妮特·沙尔文（英语：Annette Salmeen）（美國代表）
  - 1964年男子籃球金牌得主比爾·布拉德利（美國代表）
  - 1936年男子1500公尺金牌得主杰克·洛夫洛克（紐西蘭代表）
  - 1924年男子400公尺接力賽金牌得主威廉·史蒂文森（美國代表）
- 上百位發明家或科學家，如
  - 全球定位系統（GPS）發明者伊萬·A·蓋亭（英语：Ivan A. Getting）
  - 星系天文學之父愛德溫·哈伯
  - 哈特萊振蕩器發明者拉爾夫·哈特利（英语：Ralph Hartley）
- 還有許多世界知名音樂家、藝術家、歷史家、文學家、和平主義知識份子。

## 香港羅德學人
羅德獎學金於1986年引入香港，每年在香港挑選一名大學畢業生為獎學金得主，獲得者將可前往牛津大學深造，羅德學人的評定標準則除了優秀的學術表現外，還包括個人特質、領導能力、仁愛理念、勇敢精神、和體能運動。遴選過程非常嚴謹，申請者必須經過個人面試及集體討論，並與遴選委員會成員共晉晚膳，應對交流，且必須獲牛津大學錄取。
2006年，香港區的羅德獎學金因資金問題而停辦，後因得到利希慎基金的支援而於2007年恢復。
由1986年至2024年香港中文大學共有15名學士畢業生榮膺羅德學人，數目是香港院校之冠，其中三位羅德學人其後入讀香港大學。香港大學則有13名學士畢業生榮膺羅德學人。
香港區的羅德獎學金得獎者包括：
- 1986年：范寶孫 Fan Pao Sun Sandra（香港大學，法學院），修讀法學 BCL。[11][12]
- 1987年：黃淑慈 Wong Suk Chee Dorothy（香港中文大學，英文系），修讀管理學博士 D.Phil in Management. Studies。[12][13][14]
- 1988年：馬穎欣 Ferheen Mahomed（香港大學，法律系），修讀法學 BCL。[12][15][16]
- 1989年：Ben Cheng（香港大學）
- 1990年：黃子雋 Alfred Wong（香港大學，機械及化學工程系），修讀生物材料科學哲學博士 D.Phil. in Biomaterials Science。[17]
- 1991年：趙子美 Jerome Chiu（香港大學，社會科學院），修讀梵文及巴利語語言學位。[18]
- 1992年，梁偉絲 Leung Wai Sze Jeanne（香港中文大學，英文系），修讀管理學碩士 M.Phil. in Management Studies。[14][19][20]
- 1993年：葉建 Kin Yip （香港大學，理學院），修讀物理學哲學博士 D.Phil. in Physics。[21]
- 1994年：王鳴峰 Wong Ming Fung William（香港中文大學，財務系），修讀法理學文學士，獲委任為資深大律師。[14][22][23][24]
- 1995年：麥嘉漢 Mak Ka Hon Keith （香港大學，法學院），修讀法學。 [25]
- 1996年：王澤基 Wong Chak Kei Jack（香港中文大學，電子工程系），修讀經濟學博士 D.Phil. in Economics。 [14][26]
- 1997年：吳翠茵 Ng Tsui Yan Amy（耶魯大學），修讀現代史博士。[27]
- 1998年：李珮珊 Lee Pui Shan Amanda （香港中文大學，電子工程系），修讀人工智能博士 D.Phil. in AI。[13][14][24][28]
- 1999年：許達仁 Hui Tat Yan Daniel（香港中文大學，英文系及應用英語語言學文學碩士），修讀語言學及比較語言學 M.Phil. in General Linguistics and Comparative Philology。[13][14][24]
- 2000年：黎穎瑜 Lai Wing Yu Jade（香港中文大學，社會學系），修讀社會學碩士 M.Phil. in Sociology。[14][29]
- 2001年：劉克頑 Lau Hak Wan（香港大學，認知科學與心理學），修讀實驗心理學及神經科學哲學博士 D.Phil. in Experimental Psychology and Neuroscience.。[30]
- 2002年：駱敏賢 Lok Man Yin Frances（香港中文大學，中國語文及文學系），修讀法理學文學士，於2024年獲委任為資深大律師。[14][31][32]
- 2003年：洪凱兒 Hung Hoi Yi Heidi （香港大學，社會科學學士(政治學與法學)及法學士雙學位課程），修讀法學 MSt in Legal Research。 [28]
- 2004年：馮思宇 Fung Si Yu Cecilia （香港中文大學，翻譯系），修讀哲學、政治學及經濟學 (PPE) 。[13][14][24]
- 2005年：陳曉彤 Chan Hiu Tung Evelyn（香港中文大學，工商管理學士綜合課程），修讀社會人類學 M.Phil. in Social Anthropolgy。[14][24][33]
- 2007年：張天羽 Zhang Tianyu Shelley（香港中文大學，工商管理學士綜合課程），修讀金融經濟學碩士。 [34][35]
- 2008年：吳紹倫 Ng Siu Lun Siron （香港中文大學，心理系），修讀管理研究及金融經濟理學碩士。[36]
- 2009年：徐力恆 Tsui Lik Hang（北京大學，歷史系），修讀東方研究哲學博士 D.Phil. in  Oriental Studies。[37][38]
- 2010年：鄭華哲 CHENG Hua Tse Timothy（香港中文大學，內外全科醫學士），修讀醫學哲學博士 D.Phil. in Medical Sciences。[24][39]
- 2011年：郝曉田 Martin Kok（香港大學，法學士），修讀法學 BCL。 [28][40]
- 2012年：Cheung Shun Yan Olivia （香港大學，社會科學學士(政治學與法學)），修讀政治學哲學碩士及政治學哲學博士 D.Phil. in Politics。[41][42][43]
- 2013年：許琪莉 Xu Qili Cherry（香港大學，法學士），修讀法學 BCL。 [43][44]
- 2015年：楊嘉瑋 Yeung Ka Wai Geoffrey （香港大學，工商管理學學士（法學）及法學士雙學位課程），修讀法學 BCL 及 MPhil in Law。[28][45][46]
- 2016年：戴漪晨 Dai Yichen Serena（香港中文大學，分子生物技術學系），修讀動物學哲學博士。[9][47]
- 2017年：楊彥彤 Yeung Yin Tung Beatrice（麥吉爾大學），修讀醫學人類學哲學碩士 M.Phil. Medical Anthropology。[47][48]
- 2018年：謝晉軒 Lucas Tse（芝加哥大學），修讀經濟及社會歷史哲學碩士 M.Phil. in Economic and Social History。[47][49]
- 2019年：徐浩龍 Tsui Ho Lung Terence（牛津大學，數學系），修讀數學哲學博士 D.Phil. in Mathematics。[50][51]
- 2020年：戴克勤 Siddhartha Datta（香港科技大學，環球商業管理學），修讀電腦科學博士。[52]
- 2020年：黃裕舜 Wong Yue Shun Brian（牛津大學，哲學、政治學及經濟學 (PPE) )，修讀政治理論碩士及政治學哲學博士 D.Phil. in Politics。 [53]
- 2021年：梁雅媛 Rachel Leung（香港中文大學，內外全科醫學士），修讀臨床神經科學哲學博士 D.Phil. in Clinical Neurosciences。[54]
- 2021年：Sophie Li （普林斯頓大學，政治學），修讀難民與強制移民研究理學碩士 MSc in Refugee and Forced Migration Studies。[55][56]
- 2022年：林德峻 Lam Tak Tsun Artie （牛津大學，哲學、政治學及經濟學 (PPE) )，修讀移民研究碩士及全球治理與外交碩士。[57][58]
- 2022年：Chan Lok Sang Andre （哥倫比亞大學，音樂及哲學雙主修），修讀音樂哲學碩士 M.Phil. in Musicology 。 [57][59]
- 2023年：Chau Long Ching Sharon（牛津大學，哲學、政治學及經濟學 (PPE) )，修讀女性、性別與性研究碩士 Masters in Women’s, Gender and Sexuality Studies 及公共政策碩士 Masters in Public Policy。[60][61][62][63]
- 2024年：Kate Bradley（史丹福大學，地球系統科學理學士、理學碩士 )，修讀經濟與歷史碩士 MSc in Economics and History。[64][65][66]
- 2025年：劉思進 Hubert Lau （牛津大學，數學與理論物理學碩士）[67][68]

## 中国大陆罗德学者
2015年罗德奖学金首次进入中国大陆，中国成为罗德奖学金覆盖的首个非西方、非英联邦、非英语国家。
2015年首批四名中国罗德学者：
- 清华大学英语语言与文学专业：任娜瑛，修读社会人类学研究型硕士学位 MPhil in Social Anthropology。[71]
- 北京大学法學院法學专业：张婉愉，连续四年专业排名第一，修读哲学、政治学、经济学（PPE）高阶本科学位 BA in  Philosophy, Politics, and Economics。[72][73][74]
- 复旦大学国际政治专业：巩辰卓，修读互联网社会科学理学硕士学位 MSc in Social Science of the Internet。[75]
- 哥伦比亚大学新闻学硕士，浙江大学经济学与英文双学位专业：张淳映，修读犯罪学与刑事司法理学硕士学位 MSc in Criminology and Criminal Justice。[75]

2016年第二批四名中国罗德学者：
- 清华大学外国语言文学系：陈昱璇，修读公共政策硕士学位 Master of Public Policy (MPP)。[78]
- 牛津大学政治哲学硕士，清华大学经济管理系：黄钦，计划攻读政治学博士学位。
- 北京大学临床医学专业：徐铌，修读精神病学博士学位 DPhil in Psychiatry。[79]
- 复旦大学生命科学专业：江熹霖，修读基因组医学和统计学博士学位 DPhil in Genomic Medicine and Statistics。[80]

2017年第三批四名中国罗德学者：
- 北京大学国际关系学院：侯逸凡，修读公共政策硕士学位 Master of Public Policy (MPP)。[82]
- 北京大学元培学院政治、经济与哲学专业：李雨晗，修读生物多样性、自然保护与管理理学硕士学位 MSc in Biodiversity, Conservation, and Management。[83]
- 上海交通大学法學专业本科、伦敦大学学院法学硕士、荷兰阿姆斯特丹自由大学国际犯罪与犯罪学硕士：毛晓，修读法学哲学硕士及哲学博士 MPhil in Law and DPhil in Law。[84]
- 斯坦福大学政治学专业、计算社会学专业：曹起曈，修读互联网社会科学理学硕士学位 MSc in Social Science of the Internet。[85]

2018年第四批四名中国罗德学者：
- 清华大学法学院本科、芝加哥大学法学博士（JSD）：彭雅丽，修读犯罪学理学硕士学位 Msc in Criminology。[88][89]
- 北京大学经济学学士、国际政治学学士：付紫璇，修读政治理论研究理学硕士学位 MSc in Political Theory Research 及公共政策硕士学位 Master of Public Policy (MPP)。[89][90]
- 上海交通大学新能源科学与工程学士：赵家鑫，修读环境变化与管理硕士学位 MSc in Environmental Change and Management 及公共政策硕士学位 Master of Public Policy (MPP)。[89][91]
- 哈佛大學延伸教育學院及美國劇目劇團中心戏剧研究硕士、南京大学英语系学士：陈研，修讀比较文学与批评翻译学研究型碩士学位 Mst in Comparative Literature and Critical Translation。[89][92]

2019年第五批四名中国罗德学者：
- 清华大学全球环境国际班：高隽，修读经济学哲学硕士学位 MPhil in Economics。[94]
- 清华大学苏世民书院、清华大学建筑学院本科：张园，修读社会人类学哲学硕士学位 MPhil in Social Anthropology。[95]
- 南京大学应用心理学专业：严严，修读临床与治疗神经科学理学硕士学位 MSc in Clinical and Therapeutic Neuroscience。[96]
- 巴黎政治大学与新加坡国立大学历史学与中东研究双学位：周晓睿，修读当代中国研究理学硕士学位 MSc in Contemporary Chinese Studies 及现代英国史研究硕士学位 MSt in Modern British History。[97]

2020年第六批四名中国罗德学者：
- 北京大学法学院本科、北京大学法学院研究生经济法方向：雷琦，修读法律与金融理学硕士学位 MSc in Law and Finance。[99]
- 剑桥大学国际发展硕士、复旦大学国际关系与公共事务学院本科：吴天伊，修读公共政策哲学博士学位 DPhil in Public Policy。[100]
- 哥伦比亚大学本科学院应用数学专业、哥伦比亚大学计算机科学硕士：万嘉，修读统计科学理学硕士学位 MSc in Statistical Science。[101]
- 斯坦福大学本科历史专业、斯坦福大学国际政策硕士：王梓漪，修读历史学哲学博士 DPhil in History。[102]

2021年第七批四名中国罗德学者：
- 清华大学新聞與傳播學院碩士、江西師範大學外國語學院本科：萬祉昕，修读社会人类学理学硕士学位 MSc in Social Anthropology 及人类学哲学博士 DPhil in Anthropology。[104][105]
- 北京大学法學院本科法學專業：王豐泉，专业成绩排名第一，修读法学硕士学位 Magister Juris 及法学哲学硕士学位 MPhil in Law。[106][107]
- 复旦大学哲學學院與英國伯明翰大學哲學、神學及宗教學院雙學位、倫敦大學瓦爾堡研究院碩士：陸觀宇，修读希腊语言文学硕士学位及拉丁语言文学硕士学位 MSts in Classics and Modern Languages (Italian) 。[108][109]
- 麻省理工學院數學與物理学雙學位：洪樂潼，修读神经科学理学硕士学位 MSc in Neuroscience。[110][111][112]

2022年第八批四名中国罗德学者：
- 北京大学国际关系学院社会科学基础学术人才培养项目：依多，修读循证社会干预与政策评估哲学硕士学位 MPhil in Evidence-Based Social Intervention and Policy Evaluation。[114]
- 北京大学元培学院政治、经济与哲学（PPE）与社会学双学士学位：周艳亦杰，修读发展研究哲学硕士学位 MPhil in Development Studies。
- 北京大学法学院宪法学与行政法学硕士、浙江大学光华法学院本科：章晓涵，修读法学哲学硕士学位 MPhil in Law。[115]
- 美国哥伦比亚大学主修生物医学工程：赵储珺，修读统计科学理学硕士学位 MSc in Statistical Sciences。[116]

2023年第九批四名中国罗德学者：
- 香港大学社会科学学士主修历史及政治、牛津大学哲学硕士主修思想史：冯端然，修读亚洲及中东研究哲学系博士学位 DPhil in Asian and Middle Eastern Studies。[118][119]
- 清华大学环境学院全球环境国际班本科、清华大学苏世民书院硕士项目：程浩生，计划攻读环境变化与管理硕士学位。
- 美国乔治城大学本科主修国际经济、清华大学苏世民书院全球事务项目硕士、英国剑桥大学政治和国际研究硕士：王志成，修读社会数据科学理学硕士 MSc in Social Data Science 。[120][121]
- 北京大学外国语学院本科葡萄牙语专业：陈响，计划攻读全球和帝国历史硕士与非洲研究硕士。

2024年第十批四名中国罗德学者：
- 麻省理工学院数学和计算机理学士及计算机硕士：陈一鸣，计划攻读计算机博士学位。[123][124]
- 美国纽约大学本科主修政治与哲学、清华大学苏世民书院全球事务项目硕士：毛彬丞，计划攻读社会法学研究型硕士学位。[125][126]
- 耶鲁大学近东语言与文明和艺术史双专业学士学位、牛津大学亚洲与中东研究学硕士，主修中古波斯语：王实，计划攻读考古系博士学位。[127][128]
- 北京大学国际关系学院国际组织与国际公共政策专业：刘思宇，计划攻读公共政策硕士学位。[129][130]